# London After Midnight
London After Midnight é um filme mudo norte-americano de 1927, distribuído pela Metro-Goldwyn-Mayer. O filme foi baseado no conto "The Hypnotist", de Tod Browning, que também dirigiu o filme. London After Midnight estrelou Lon Chaney, Marceline Day, Conrad Nagel, Henry B. Walthall e Polly Moran.
Usando seu talento para caracterizar personagens estranhos, Lon Chaney interpreta o inspetor Edward C. Burke no Scotland Yard, que armou um plano, fingindo ser um vampiro hipnotizador, para revelar um misterioso crime cometido em uma mansão em Londres da década de 1920.
Depois de Nosferatu, é o segundo filme da história do cinema a ter um personagem de vampiro, sendo o primeiro filme norte-americano a ter o vampiro como tema.
O filme é dado como perdido, porque uma cópia armazenada no armazém do MGM, foi queimada durante um incêndio em 1965.

## Elenco
- Lon Chaney – Professor Edward C. Burke
- Marceline Day – Lucille Balfour
- Henry B. Walthall – Sir. James Hamlin
- Percy Williams – Williams, mordomo de Lucille
- Conrad Nagel – Arthur Hibbs